# Eucalyptus shirleyi
Espèce
Classification phylogénétique
Eucalyptus shirleyi est une espèce de plantes à fleurs de la famille des Myrtaceae. C'est un arbre endémique du Queensland en Australie.

## Description
C'est un arbre de taille petite à moyenne (15 m de haut), à l'écorce rugueuse. Les feuilles sont pétiolées, lancéolées à ovales, concolores, d'un vert terne. Les fleurs sont blanches.

## Répartition
La distribution est limitée au Queensland.